# Talagajaya (Banjarwangi)
Talagajaya is een bestuurslaag in het regentschap Garut van de provincie West-Java, Indonesië. Talagajaya telt 2981 inwoners (volkstelling 2010).